# Pee Dee (Volk)

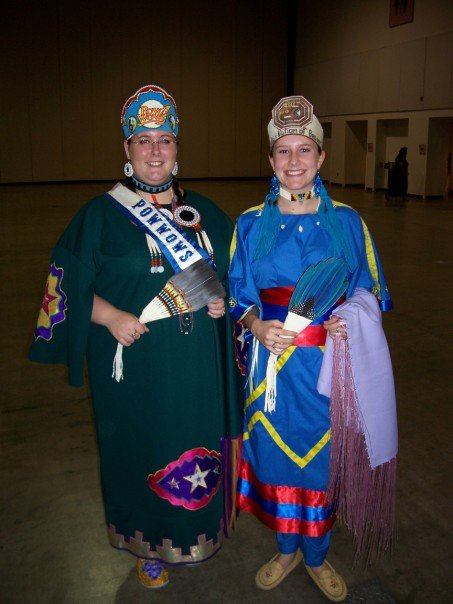
Die Senior Princess/Botschafterin der Pee Dee Indian Nation of Beaver Creek (rechts) und die Powwows.com-Prinzessin auf der Konferenz der American Indian Science and Engineering Society (AISES) in Phoenix, Arizona, Oktober 2007.

Die Pee Dee (andere Schreibweisen: Pedee oder Peedee) sind ein Stamm amerikanischer Ureinwohner, die im Südosten der Vereinigten Staaten beheimatet sind. Sowohl der Pee Dee River als auch die Region Pee Dee in South Carolina sind nach dem Stamm benannt.

## Geschichte
Die Geschichte der Pee Dee ist weitgehend unbekannt. Der Anthropologe Charles M. Hudson betrachtet die vor- und frühgeschichtlichen Pee Dee als ein „südliches Stammesfürstentum“ der Mississippi-Kultur. Aus dieser Zeit ist der von den Pee Dee geschaffene Town Creek Indian Mound in der Nähe des Mount Gilead im Montgomery County in North Carolina erhalten. Der heute denkmalgeschützte Mound entstand in der präkolumbianischen Ära etwa zwischen 1100 und 1400.
Um 1550 wanderten die Pee Dee vom unteren Abschnitt des Flusslaufs des Pee Dee River an der Atlantikküste an den Oberlauf des Flusses in die Piedmont-Region, in der sie etwa ein Jahrhundert lang siedelten. Der Yamasee War in den Jahren 1715 bis 1717 verursachte gravierende Veränderungen in den Stammesverhältnissen der Südstaaten. Nach einigen Aufzeichnungen galten die Pee Dee genau wie andere Stämme als „vollständig ausgerottet“, aber es gab Überlebende, die eine neue Heimat bei den Catawba fanden. Andere Überlebende blieben entweder am Unterlauf des Pee Dee River oder zogen in den Jahren nach dem Yamasee War dorthin. South Carolina bezeichnete die Indianer, die innerhalb der besiedelten Gebiete der Kolonie lebten, als „Settlement Indians“ und eine 1740 erschienene Liste dieser Indianer enthielt auch den Stamm der Pee Dee. Darüber hinaus baten die Catawba im Jahre 1752 die Regierung South Carolinas darum, die Pee Dee „Settlement Indians“ zur Wanderung nach Norden und zur Vereinigung mit den Catawba zu ermutigen. Während des Amerikanischen Unabhängigkeitskrieges kämpfte eine Kompanie Pee Dee unter Francis Marion für die Vereinigten Staaten, die Kompanie wurde die „Raccoon Company“ (Waschbär-Kompanie) genannt.
Der Stamm der Pee Dee erhielt die offizielle Anerkennung durch den Staat South Carolina im Frühjahr 2005, nachdem die Nachkommen des historischen Stammes diese beantragt hatten. Die Abkömmlinge der Pee Dee sind heute in verschiedene Stämme aufgesplittert, die überwiegend in South Carolina, North Carolina und Georgia leben. Unter diesen Stämmen sind beispielsweise die „Pee Dee Indian Nation of Beaver Creek“ (Anerkennung in South Carolina 2007), die „Pee Dee Nation of Upper South Carolina“ (Anerkennung in South Carolina 2005) und der „Pee Dee Indian Tribe of South Carolina“ (Anerkennung in South Carolina 2006). Kein Zweig der Pee Dee hat bislang die Anerkennung der Bundesregierung erhalten, diese wurde lediglich dem nahe verwandten Stamm der Catawba erteilt.

## Sprache
Über die Sprache der historischen Pee Dee ist nur wenig bekannt. Nach einer Theorie von James Mooney, die er in seinem 1894 erschienenen Buch Siouan Tribes of the East vorstellt und die von John R. Swanton 1936 in seinem Essay Early History of the Eastern Siouan Tribes wieder aufgegriffen wurde, wird davon ausgegangen, dass die Pee Dee eine mit den Sioux-Sprachen verwandte Sprache verwendet haben, genauer eine der östlichen beziehungsweise südöstlichen Sprachen der Sprachfamilie. Mooneys Theorie basiert allerdings nicht auf linguistischen Beweisen und er hatte nur sehr wenige ethnisch-historische Nachweise als Grundlage vorliegen.